# Apollinaris
Apollinaris av Ravenna (grekiska: Ἀπολλινάριος, Apollinarios), född i Antiochia, död omkring 79, härstammade från den romerska provinsen Syria och räknas som den förste biskopen av Ravenna. Han led martyrdöden under kejsar Vespasianus. Apollinaris vördas som helgon inom Romersk-katolska kyrkan, med festdag den 20 juli.

### Webbkällor
- ”St. Apollinaris”. Catholic Encyclopedia. New Advent. http://www.newadvent.org/cathen/01616a.htm. Läst 19 juli 2017.
- ”Sant'Apollinare di Ravenna, vescovo e martire”. Santi e Beati. http://www.santiebeati.it/dettaglio/33650. Läst 19 juli 2017.